# Couture-sur-Loir

Couture-sur-Loir este o comună în departamentul Loir-et-Cher, Franța. În 1 ianuarie 2018 avea o populație de 412 de locuitori.